# Slowaakse kroon
De Slowaakse kroon of (Slowaaks: koruna) was de munteenheid van Slowakije. Op 1 januari 2009 werd in Slowakije de euro ingevoerd, maar de kroon bleef nog tot 16 januari 2009 naast de euro bestaan als wettig betaalmiddel.
Eén kroon is honderd heller (Slowaaks: halier). Het muntgeld was beschikbaar in 50 heller en 1, 2, 5 en 10 kronen. De 10 en 20 heller werden later afgeschaft. De munten werden geslagen door Mincovňa Kremnica. Het papiergeld was beschikbaar in 20, 50, 100, 200, 500, 1000 en 5000 kronen.
De kroon werd tijdens de Oostenrijkse-Hongaarse monarchie in 1892 geïntroduceerd. In 1919, een jaar na de onafhankelijkheid, werd de Tsjecho-Slowaakse kroon ingevoerd. De kroon was de munteenheid van Tsjecho-Slowakije tot 1939 en van 1945 tot 1993 en is daarna in zowel Tsjechië als Slowakije de munteenheid gebleven. Tussen 1939 en 1945 had de Eerste Slowaakse Republiek de Slowaakse kroon als munteenheid.